# فرانك غرانت (لاعب كرة قاعدة)
فرانك غرانت (بالإنجليزية: Frank Grant)‏ هو لاعب كرة قاعدة أمريكي، ولد في 1 أغسطس 1865 في بيتسفيلد في الولايات المتحدة، وتوفي في 27 مايو 1937 في نيويورك في الولايات المتحدة.

## وصلات خارجية
- فرانك غرانت على موقعبيزبول رفرنس.كوم (الدوري الثانوي) (الإنجليزية)
- فرانك غرانت على موقع قاعة مشاهير كرة القاعدة (الإنجليزية)
- فرانك غرانت على موقع الموسوعة البريطانية (الإنجليزية)